# Lindbergina tarsalis
Lindbergina tarsalis är en insektsart som först beskrevs av Rauno E. Linnavuori 1962.  Lindbergina tarsalis ingår i släktet Lindbergina och familjen dvärgstritar.
Artens utbredningsområde är Israel. Inga underarter finns listade i Catalogue of Life.